# Нильссон, Сусанне
Сусанне Нильссон (-Фельдсгаард, -Хансен) (дат. Susanne Schultz Nielsson (-Feldsgaard, -Hansen); род. 8 июля 1960, Орхус) — датская пловчиха, призёр чемпионатов Европы, мира и Олимпийских игр, участница двух Олимпиад.

## Карьера
Нильссон специализировалась на плавании брассом. На летних Олимпийских играх 1976 года в Монреале она выступала в плавании брассом на 100 и 200 метров, но в обоих дисциплинах выбыла из борьбы за медали на предварительной стадии. Также была заявлена в комплексном плавании на 400 метров, но участия в соревнованиях в этой дисциплине не принимала.
На следующей Олимпиаде в Москве Нильссон снова была заявлена в тех же дисциплинах. В плавании брассом на 100 метров она завоевала бронзовую медаль (1:11,16 с), пропустив вперёд олимпийскую чемпионку, представительницу ГДР Уте Гевенигер (1:10,22 с) и советскую спортсменку Эльвиру Василькову (1:10,41 с). В плавании брассом на 200 метров датчанка заняла 4-е место, а в соревнованиях по комплексному плаванию снова не вышла на старт.